# سيدي دحو الزائر
سيدي دحو الزائر بلدية جزائرية في ولاية سيدي بلعباس شمال غرب الجزائر.

## وصلات أخرى

### وصلات داخلية
- ولاية سيدي بلعباس

### وصلات خارجية
- سيدي بلعباس أنفو